# 香員腳
香員腳，是台灣中部的一個傳統地域名稱，位於南投縣竹山鎮、名間鄉與彰化縣二水鄉等三鄉鎮的交界處，即竹山鎮西北部、名間鄉最南端、二水鄉東南端，其有大部分區域隸屬竹山鎮。相較於今日行政區，其範圍大致包括竹山鎮的中和里東北端、下坪里北部、延正里北部、山崇里西部，名間鄉的新民村南部，二水鄉的倡和村東南部。
香員腳地區雖然大部分隸屬於竹山鎮，但與竹山市區隔著濁水溪，必須從溪北的名間鄉、二水鄉才能進出。該地區曾經設有竹山國小香園分班，已因人口減少而廢校。

## 地名
相傳聚落建立在香櫞樹下得名，又稱香櫞腳、香椽、香圓腳。為早期一重要渡口，香櫞渡（或稱二八水渡），是早期連接東螺堡及沙連堡之渡口。

## 歷史
台灣清治末期至日治初期，香員腳地區為一街庄，稱為「香員腳庄」，隸屬於沙連堡。該庄昔日為濁水溪中的沙洲，西北與鼻頭仔庄為鄰，北與炭藔庄為鄰，東與社藔庄為鄰，南邊東段及中段為江西林庄、竹圍仔庄，南邊西段及西南邊為下崁庄。
1901年（日治明治三十四年）11月，全台廢縣廳改設二十廳，該庄隸屬於斗六廳林杞埔支廳。1909年（明治四十二年）10月，合併二十廳為十二廳，該庄改隸屬於南投廳。1920年（大正九年），廢十二廳改設五州二廳，該庄改制為「香員腳」大字，隸屬於臺中州竹山郡竹山庄。1931年，竹山庄升格為竹山街。
戰後竹山街改制為竹山鎮，隸屬於臺中縣，大字亦改制為里。1950年中、彰、投分治，竹山鎮改隸屬於南投縣。